# یوس آلبرتس
یوس آلبرتس (هلندی: Jos Alberts؛ زادهٔ ۲۴ ژانویهٔ ۱۹۶۰) دوچرخه‌سوار اهل هلند است.